# Asilus barbarus
Asilus barbarus es una especie de mosca del género Asilus, de la familia Asilidae, orden Diptera.

## Distribución
Se distribuye desde Europa hasta China y el norte de África.

## Taxonomía
Fue descrita por Linnaeus en 1758 y publicada en Linnaeus, C. 1758. Systema naturae... Ed. 10, Vol. 1. 824 pp. L. Salvii, Holmiae.